# Homegrown 2005
Homegrown 2005 is een verzamelalbum met diverse Nederlandse artiesten en groepen die zich bezighouden met het maken van Hiphop en R&B. Het verzamelalbum is een initiatief van State Magazine en Top Notch. Op de CD staan nummers uit 2005 van zowel nieuw talent als gevestigde namen. Deze cd heeft landelijk in diverse platenzaken gelegen.

## Track listing
1. Jawat! & Opgezwolle - Zwarte Koffie
2. Jiggy Djé - De kleren van de Keyser
3. Pete Philly & Perquisite - Insomnia
4. The Proov - The Ultimate
5. Winne - Top 3 MC
6. Partysquad e.a. - Wat wil je doen
7. Raymzter - Zeg Ja!
8. Tim - Geloof me
9. Brainpower - Even stil
10. THC - De rest krijgt de pest
11. De Jeugd van Tegenwoordig - Watskeburt?!
12. Columbiaanse Bloedgroep - Boss me sjit
13. IJsman - Ziel
14. Blaxtar - Dus dat
15. Spacekees & Terilekst - Ik wil een meisje
16. Nina - Patta's
17. Amon - District 7 Anthem
18. Kubus & Sticks - Volle vrijheid
19. MOD the Black Marvel ft Ciph Barker - The Bilderberg
20. Youssef en Kamal - Kermis (Bonus Track)